# Lucas Alario
Lucas Nicolás Alario (sinh ngày 8 tháng 10 năm 1992) là một cầu thủ bóng đá người Argentina, đóng vai trò là tiền đạo cho câu lạc bộ Internacional.

## Sự nghiệp câu lạc bộ

### Colón
Sinh ra ở Tostado, Santa Fe, Alario bắt đầu sự nghiệp tại Colón ở tỉnh quê hương. Anh ra mắt đội tuyển Argentina Primera División vào ngày 11 tháng 6 năm 2011, như một sự thay thế phút thứ 59 cho Cristian Raúl Ledesma trong trận thua 0 0 trên sân nhà trước Arsenal.
Mục tiêu đầu tiên của anh cho câu lạc bộ đến vào ngày 22 tháng 3 năm 2014, một hình phạt ở phút thứ tư cho mục tiêu duy nhất là chiến thắng trước Tigre tại Estadio Brigadier General Estanislao López. Vào ngày 12 tháng 5 năm 2015, anh đã ghi được hai lần trong chiến thắng 3:2 trên sân Defensa y Justicia cho chiến thắng trên sân khách đầu tiên của Colón trong mùa giải.

## Thống kê sự nghiệp

### Câu lạc bộ
Tính đến 24 tháng 4 năm 2021.
| Câu lạc bộ          | Mùa giải            | Giải đấu            | Giải đấu | Giải đấu | Cúp quốc gia | Cúp quốc gia | Châu lục | Châu lục | Khác | Khác | Tổng cộng | Tổng cộng |
| Câu lạc bộ          | Mùa giải            | Hạng                | Trận     | Bàn      | Trận         | Bàn          | Trận     | Bàn      | Trận | Bàn  | Trận      | Bàn       |
| ------------------- | ------------------- | ------------------- | -------- | -------- | ------------ | ------------ | -------- | -------- | ---- | ---- | --------- | --------- |
| Colón               | 2010–11             | Primera División    | 1        | 0        | —            | —            | —        | —        | —    | —    | 1         | 0         |
| Colón               | 2011–12             | Primera División    | 9        | 0        | —            | —            | —        | —        | —    | —    | 9         | 0         |
| Colón               | 2012–13             | Primera División    | 2        | 0        | —            | —            | —        | —        | —    | —    | 2         | 0         |
| Colón               | 2013–14             | Primera División    | 21       | 3        | 2            | 0            | —        | —        | —    | —    | 23        | 3         |
| Colón               | 2014                | Primera B Nacional  | 15       | 6        | —            | —            | —        | —        | —    | —    | 15        | 6         |
| Colón               | 2015                | Primera División    | 10       | 3        | —            | —            | —        | —        | —    | —    | 10        | 3         |
| Colón               | Tổng cộng           | Tổng cộng           | 58       | 12       | 2            | 0            | —        | —        | —    | —    | 60        | 12        |
| River Plate         | 2015                | Primera División    | 6        | 4        | —            | —            | 8        | 3        | 2    | 1    | 16        | 8         |
| River Plate         | 2016                | Primera División    | 13       | 6        | 6            | 7            | 7        | 3        | 2    | 1    | 28        | 17        |
| River Plate         | 2016–17             | Primera División    | 27       | 12       | —            | —            | 8        | 3        | —    | —    | 35        | 15        |
| River Plate         | 2017–18             | Primera División    | 1        | 0        | 2            | 1            | —        | —        | —    | —    | 3         | 1         |
| River Plate         | Tổng cộng           | Tổng cộng           | 47       | 22       | 8            | 8            | 23       | 9        | 4    | 2    | 82        | 41        |
| Bayer Leverkusen    | 2017–18             | Bundesliga          | 23       | 9        | 3            | 1            | —        | —        | —    | —    | 26        | 10        |
| Bayer Leverkusen    | 2018–19             | Bundesliga          | 27       | 9        | 2            | 1            | 7        | 4        | —    | —    | 36        | 14        |
| Bayer Leverkusen    | 2019–20             | Bundesliga          | 24       | 7        | 4            | 3            | 8        | 2        | —    | —    | 36        | 12        |
| Bayer Leverkusen    | 2020–21             | Bundesliga          | 25       | 11       | 3            | 2            | 5        | 2        | —    | —    | 33        | 15        |
| Bayer Leverkusen    | Tổng cộng           | Tổng cộng           | 99       | 36       | 12           | 7            | 20       | 8        | —    | —    | 131       | 51        |
| Tổng cộng sự nghiệp | Tổng cộng sự nghiệp | Tổng cộng sự nghiệp | 204      | 70       | 22           | 15           | 43       | 17       | 4    | 2    | 273       | 104       |

### Quốc tế
Tính đến 12 tháng 11 năm 2020.
| Argentina | Argentina | Argentina |
| Năm       | Trận      | Bàn       |
| --------- | --------- | --------- |
| 2016      | 2         | 0         |
| 2017      | 1         | 1         |
| 2019      | 4         | 2         |
| 2020      | 2         | 0         |
| Tổng cộng | 9         | 3         |

### Bàn thắng quốc tế
Bàn thắng và kết quả của Argentina được để trước.
| #  | Ngày                 | Địa điểm                                                   | Đối thủ   | Bàn thắng | Kết quả | Giải đấu |
| -- | -------------------- | ---------------------------------------------------------- | --------- | --------- | ------- | -------- |
| 1. | 13 tháng 6 năm 2017  | Sân vận động Quốc gia, Kallang, Singapore                  | Singapore | 5–0       | 6–0     | Giao hữu |
| 2. | 9 tháng 10 năm 2019  | Signal Iduna Park, Dortmund, Đức                           | Đức       | 1–2       | 2–2     | Giao hữu |
| 3. | 13 tháng 10 năm 2019 | Sân vận động Manuel Martínez Valero, Alicante, Tây Ban Nha | Ecuador   | 1–0       | 6–1     | Giao hữu |